# Рохлин, Вадим Моисеевич
Вади́м Моисе́евич Ро́хлин (25 апреля 1937, Ленинград, СССР — 25 августа 1985, Ленинград, СССР) — художник-авангардист и архитектор. Самобытный представитель ленинградского неофициального искусства 1960—1980 гг..

## Биография
Происхождение Вадима Моисеевича по отцовской линии, по семейному преданию, относится к выходцам из Израилева колена левитов. В центральную Россию их семья переехала из Белоруссии и Польши. Отец — Моисей Израилевич — работал администратором на предприятии.
По материнской линии, дед, коренной новгородец, православный священник. Мать — Лидия Алексеевна — была ленинградским архитектором.
Склонность к рисованию проявилась с детства, но родители считали это всего лишь увлечением, а не способом заработать на жизнь, поэтому Вадим идёт учиться на архитектора.
С 1954 по 1960 год учился на архитектурном факультете Ленинградского инженерно-строительного института. В первые студенческие годы брал частные уроки рисования и живописи с натуры у художницы Татьяны Васильевны Савинской, дочери художника-академиста Василия Савинского). Отношение к его студенческим работам со стороны студентов и преподавателей было разнообразным — от возмущения вольностью автора, не следовавшего принятым на факультете канонам, до восхищения его неподражаемой интерпретацией окружающего мира.

## Годы творческой деятельности
После окончания института несколько лет работал архитектором в Мончегорске. Параллельно активно занимался рисунком и живописью; тогда же сформировалась его характерная манера рисунка (штриха и растушевки), приёмы композиции, склонность к монументальности. После возвращения в 1963 году в Ленинград поступил на работу в мастерскую генерального плана (ЛенНИИпроект), где встретил Тамару Ивановну Фёдорову, ставшую в 1966 году его женой. В этой мастерской он работал до 1980 года, успешно участвуя во множестве проектов. Всё свободное время посвящал художественной деятельности. С 1980 по 1985 год работал преподавателем рисунка во Дворце пионеров Выборгского района Ленинграда.
Главные произведения Рохлина — «Зеркала» (1968), «Петропавловская крепость» (1975), «Распятие» (1978), «Срывание одежд» (1981), «Окна» (1983), «Деревенский двор» (1983). Первые выставки его работ были устроены на квартирах у знакомых.
В 1974 году работы Рохлина были представлены на известных выставках в Доме культуры им. Газа и во Дворце культуры Невского завода. После смерти Вадима Моисеевича в 1985 году его работы (их сохранилось более 1100) выставлялись на нескольких выставках, в том числе в 1996 и 1998 году в Государственном Русском музее. Преобладающая часть работ была приобретена Нортоном и Ненси Додж и экспонировалась на выставках в Нью-Йорке. Позже эти произведения были подарены «Джейн Вурхис Циммерли Арт Музеум» Рутгерского университета (Нью-Джерси, США). Несколько работ (в том числе, картину «Зеркала» и эскиз к картине «Несение креста») приобрёл Государственный Русский музей. Несколько графических работ Рохлина находятся в Государственном музее истории Санкт-Петербурга.

## Перечень выставок

### Прижизненные выставки
- 1958 — Персональная выставка в аудитории архитектурного факультета ЛИСИ.
- 1964 — Групповая выставка на квартире архитектора и художника А. Товбина в Ленинграде.
- 1966 — Групповая выставка на квартире художника Г. Элинсона в Ленинграде.
- 1974 — Групповая выставка в ДК им. Газа в Ленинграде.
- 1975 — Групповая выставка в ДК «Невский» в Ленинграде.

### Посмертные выставки
- 1986 — Персональная выставка в Доме архитектора в Ленинграде.
- 1987 — Групповая выставка в Доме молодежи в Ленинграде.
- 1988 — Персональная выставка в Институте ядерной физики в городе Гатчина.
- 1989 — Передвижная персональная выставка в Москве, Ленинграде и Гродно.
- 1990 — Групповая выставка в ленинградском Манеже.
- 1992 — Персональная выставка в Художественной галерее-музее города Сосновый Бор.
- 1996—1998 — Две групповые выставки в Русском музее.
- 1997 — Персональная выставка в Художественном музее государственного университета Ратгерс штата Нью-Джерси, США.
- 1997—1998 — Групповые передвижные выставки в составе коллекции Нортона и Нэнси Додж в городах США и Европы, в том числе в Нью-Йорке, Лиссабоне, Будапеште, Таллине, Амстердаме и Антверпене.